# Pachydactylus labialis
Pachydactylus labialis är en ödleart som beskrevs av  Vivian William Maynard Fitzsimons 1938. Pachydactylus labialis ingår i släktet Pachydactylus och familjen geckoödlor. IUCN kategoriserar arten globalt som livskraftig. Inga underarter finns listade i Catalogue of Life.